# De civilitate morum puerilium

De civilitate morum puerilium (О приличии детских нравов) — рукопись Эразма Роттердамского, считается первым трактатом в Западной Европе о моральном и духовном воспитании детей. Впервые была издана на латыни в 1530 году для одиннадцатилетнего Анри Бургундского, сына Адольфа Бургундского, и содержала предписания, как мальчик должен вести себя в обществе взрослых. Рукопись переделана в катехизическую форму Рейнгардом Гадамарским. Он разделил текст на краткие вопросы и лаконичные ответы, но при этом сохранил порядок изложения по главам. Книга получила большой успех и была переведена на многие языки. Первая версия на английском языке была напечатана в 1532 году под заглавием A Little Book of Good Manners for Children. Другой перевод на английский был сделан в 1560 году.
В русском переводе трактат впервые опубликован в 1788 году.
Книга разделена на 17 разделов, о разных аспектах поведения.